# 萊特库诺维采
萊特库诺维采（捷克語：Let Kunovice）是一家捷克飛機製造商，總部位於库诺维采，於1936年捷克斯洛伐克时期成立，2008年由俄罗斯烏拉爾礦業冶金公司收購，2022年俄羅斯入侵烏克蘭後由捷克奧尼波爾集團收購，其最成功的產品是Let L-410，生產了超過1,000架。

## 產品
- LET L-13
- LET L-23
- LET L-33
- LET L-410
- LET L-610
- LET LF-109

## 外部連結
- 公司官方網站 （页面存档备份，存于）